# UFC 42
UFC 42: Sudden Impact fue un evento de artes marciales mixtas celebrado por Ultimate Fighting Championship el 25 de abril de 2003 en el American Airlines Arena, en Miami, Florida, Estados Unidos.

## Resultados

### Tarjeta preliminar
- Peso medio: David Loiseau vs. Mark Weir

Loiseau derrotó a Weir vía KO (golpes) en el 3:52 de la 1ª ronda.
- Peso ligero: Hermes Franca vs. Richard Crunkilton

Franca derrotó a Crunkilton vía decisión unánime (29–28, 29–28, 29–28).

### Tarjeta principal
- Peso ligero: Duane Ludwig vs. Genki Sudo

Ludwig derrotó a Sudo vía decisión unánime (29–28, 29–28, 29–28).
- Peso semipesado: Rich Franklin vs. Evan Tanner

Franklin derrotó a Tanner vía TKO (golpes) en el 2:40 de la 1ª ronda.
- Peso pesado: Wesley Correira vs. Sean Alvarez

Correira derrotó a Alvarez vía TKO (golpes) en el 1:46 de la 2ª ronda.
- Peso wélter: Dave Strasser vs. Romie Aram

Strasser derrotó a Aram vía decisión unánime (30–27, 30-27, 30-27)
- Peso wélter: Pete Spratt  vs. Robbie Lawler

Spratt derrotó a Lawler vía sumisión verbal por lesión (cadera dislocada) en el 2:28 de la 2ª ronda.
- Campeonato de Peso Wélter: Matt Hughes (c) vs. Sean Sherk

Hughes derrotó a Sherk vía decisión unánime (48–45, 48–47, 49–46).